# Bulbostylis angustispicata
Bulbostylis angustispicata är en halvgräsart som först beskrevs av Kaare Arnstein Lye, och fick sitt nu gällande namn av Bernard Verdcourt. Bulbostylis angustispicata ingår i släktet Bulbostylis och familjen halvgräs. Inga underarter finns listade i Catalogue of Life.